# Wioślarstwo na Letnich Igrzyskach Olimpijskich 2020 – ósemka mężczyzn
Rywalizacja w ósemkach mężczyzn w wioślarstwie na Letnich Igrzyskach Olimpijskich 2020 rozgrywana była między 24 a 30 lipca na Sea Forest Waterway.
Do zawodów zgłoszonych zostało 7 osad.

## Terminarz
Wszystkie godziny podane są w czasie brazylijskim (UTC+09:00).
| Data          | Godzina   |            |
| Data          | UTC+09:00 |            |
| ------------- | --------- | ---------- |
| 24 lipca 2020 | 12:10     | Eliminacje |
| 28 lipca 2020 | 12:50     | Repasaże   |
| 30 lipca 2020 | 10:25     | Finały     |

## Wyniki

### Eliminacje
Do finału bezpośrednio awansowali zwycięzcy biegów. Pozostałe osady wzięły udział w repasażu.
Bieg 1
| Pozycja | Tor | Zawodnik | Reprezentacja     | Czas    | Uwagi |
| ------- | --- | --- | ----------------- | ------- | ----- |
| 1.      | 1   | Johannes Weißenfeld Laurits Follert Olaf Roggensack Torben Johannesen Jakob Schneider Malte Jakschik Richard Schmidt Hannes Ocik Martin Sauer                                          | Niemcy            | 5:28,95 |       |
| 2.      | 4   | Ben Davison Justin Best Daniel Miklasevich Austin Hack Alexander Richards Conor Harrity Liam Corrigan Julian Venonsky Nick Mead                                                        | Stany Zjednoczone | 5:30,57 |       |
| 3.      | 2   | Alexandru Petrișor Chioseaua Florin-Sorin Lehaci Constantin Radu Sergiu-Vasile Bejan Vlad-Dragos Aicoboae Constantin Adam Florin-Nicolae Arteni-Fîntînariu Ciprian Huc Adrian Munteanu | Rumunia           | 5:39,84 |       |
| 4.      | 3   | Nicholas Lavery Joseph O’Brien Josh Booth Simon Keenan Nicholas Purnell Timothy Masters Angus Dawson Angus Widdicombe Stuart Sim                                                       | Australia         | 5:43,66 |       |

Bieg 2
| Pozycja | Tor | Zawodnik | Reprezentacja   | Czas    | Uwagi |
| ------- | --- | --- | --------------- | ------- | ----- |
| 1.      | 2   | Bjorn van den Ende Ruben Knab Jasper Tissen Simon van Dorp Maarten Hurkmans Bram Schwarz Mechiel Versluis Robert Lücken Eline Berger | Holandia        | 5:30,66 |       |
| 2.      | 1   | Tom Mackintosh Hamish Bond Tom Murray Michael Brake Dan Williamson Shaun Kirkham Matt Macdonald Phillip Wilson Sam Bosworth          | Nowa Zelandia   | 5:32,11 |       |
| 3.      | 3   | Josh Bugajski Jacob Dawson Thomas George Mohamed Sbihi Charles Elwes Oliver Wynne-Griffith James Rudkin Thomas Ford Henry Fieldman   | Wielka Brytania | 5:34,40 |       |

### Repasaże
Cztery pierwsze osady awansowały do finału. Pozostałe osady odpadły.
| Pozycja | Tor | Zawodnik | Reprezentacja     | Czas    | Uwagi |
| ------- | --- | --- | ----------------- | ------- | ----- |
| 1.      | 3   | Tom Mackintosh Hamish Bond Tom Murray Michael Brake Dan Williamson Shaun Kirkham Matt Macdonald Phillip Wilson Sam Bosworth                                                            | Nowa Zelandia     | 5:22,04 |       |
| 2.      | 4   | Josh Bugajski Jacob Dawson Thomas George Mohamed Sbihi Charles Elwes Oliver Wynne-Griffith James Rudkin Thomas Ford Henry Fieldman                                                     | Wielka Brytania   | 5:23,32 |       |
| 3.      | 2   | Ben Davison Justin Best Daniel Miklasevich Austin Hack Alexander Richards Conor Harrity Liam Corrigan Julian Venonsky Nick Mead                                                        | Stany Zjednoczone | 5:23,43 |       |
| 4.      | 5   | Nicholas Lavery Joseph O’Brien Josh Booth Simon Keenan Nicholas Purnell Timothy Masters Angus Dawson Angus Widdicombe Stuart Sim                                                       | Australia         | 5:25,06 |       |
| 5.      | 1   | Alexandru Petrișor Chioseaua Florin-Sorin Lehaci Constantin Radu Sergiu-Vasile Bejan Vlad-Dragos Aicoboae Constantin Adam Florin-Nicolae Arteni-Fîntînariu Ciprian Huc Adrian Munteanu | Rumunia           | 5:27,14 |       |

### Finał
| Pozycja | Tor | Zawodnik | Reprezentacja     | Czas    | Uwagi |
| ------- | --- | --- | ----------------- | ------- | ----- |
| złoto   | 2   | Tom Mackintosh Hamish Bond Tom Murray Michael Brake Dan Williamson Shaun Kirkham Matt Macdonald Phillip Wilson Sam Bosworth                   | Nowa Zelandia     | 5:24,64 |       |
| srebro  | 3   | Johannes Weißenfeld Laurits Follert Olaf Roggensack Torben Johannesen Jakob Schneider Malte Jakschik Richard Schmidt Hannes Ocik Martin Sauer | Niemcy            | 5:25,60 |       |
| brąz    | 5   | Josh Bugajski Jacob Dawson Thomas George Mohamed Sbihi Charles Elwes Oliver Wynne-Griffith James Rudkin Thomas Ford Henry Fieldman            | Wielka Brytania   | 5:25,73 |       |
| 4.      | 1   | Ben Davison Justin Best Daniel Miklasevich Austin Hack Alexander Richards Conor Harrity Liam Corrigan Julian Venonsky Nick Mead               | Stany Zjednoczone | 5:26,75 |       |
| 5.      | 4   | Bjorn van den Ende Ruben Knab Jasper Tissen Simon van Dorp Maarten Hurkmans Bram Schwarz Mechiel Versluis Robert Lücken Eline Berger          | Holandia          | 5:27,96 |       |
| 6.      | 6   | Nicholas Lavery Joseph O’Brien Josh Booth Simon Keenan Nicholas Purnell Timothy Masters Angus Dawson Angus Widdicombe Stuart Sim              | Australia         | 5:36,23 |       |